# ウェンディ・ウォルドマン
ウェンディ・ウォルドマン（Wendy Waldman、1950年11月29日 - ）は、アメリカ合衆国のシンガー、ソングライターおよびレコードプロデューサー。 

## バイオグラフィー

### 生い立ち
ウォルドマン（ウェンディ・シュタイナーとして出生）はロサンゼルス地域で成長した。彼女は音楽的な環境で育った。ウォルドマンの父親フレッド・シュタイナーは、ペリー・メイスンおよびザ・ロッキー・アンド・ブルウィンクル・ショーのテーマ音楽を書いた作曲家だった。母親はプロのバイオリニストだった。1969年に最初の夫のケン・ウォルドマンと結婚し、名前をウェンディ・ウォルドマンに変更した。 

### ブリンドル
ウォルドマンの最初のレコーディングは、1970年にブリンドルのメンバーと行われた。他のグループメンバーとしてはカーラ・ボノフ、アンドリュー・ゴールド、ケニー・エドワーズなどが居た。 グループが解散してからワーナー・ブラザースと契約した。ブリンドルは1990年代初期に再結成され、2000年代半ばに再び解散する前に2枚のアルバムをリリースした。 

### レコーディング
1973年、彼女はファーストアルバム Love Has Got Me をリリースし、ローリング・ストーンによって「シンガー・ソングライター・デビュー・オブ・ザ・イヤー」と称された。また1973年、マリア・マルダーはファーストアルバム『オールド・タイム・レイディ』でウォルドマンが書いた2曲をカバーした。 
ウォルドマンはデビューアルバムに続いて1974年に Gypsy Symphony を、1975年にはセルフタイトルとなる Wendy Waldman を、1976年にはMain Refrainをリリースし、1978年には Strange Company をリリースした。 
1982年、ウォルドマンはギターにピーター・フランプトンをフィーチャーした Which Way to Main Street をリリースした。 

### 作詞作曲
ウォルドマンは1979年にワーナー・ブラザーズのレーベルを離れ、1982年にナッシュビルに移り、作詞作曲に専念した。 
ウォルドマン、 Phil Galdston 、および Jon Lind の作詞作曲チームは、ヴァネッサ・ウィリアムス「セイヴ・ザ・ベスト・フォー・ラスト」を書き、グラミー賞にノミネートされた。また、マドンナ、セリーヌ・ディオン、アース・ウィンド・アンド・ファイアなどのアーティストによって人気のある曲も書いている。 
"Fishin 'in the Dark" はウォルドマンと Jim Photoglo によって書かれた。この曲は1987年にニッティー・グリッティー・ダート・バンドによってヒットし、ガース・ブルックスとケニー・チェズニーによってもカバーされた。 

### プロデュース
ウォルドマンは男性優位の音楽業界でレコードをプロデュースする数少ない女性の1人である。 

### ザ・レフュジーズ
2007年、ウォルドマンはシドニー・ブレンズおよびデボラ・ホランドと共にザ・レフュジーズを結成した。

## ディスコグラフィー

### スタジオ録音
- 1973年：ラヴ・ハズ・ガット・ミー - Love Has Got Me （ワーナー・ブラザース）
- 1974年：ジプシー・シンフォニー - Gypsy Symphony （ワーナー・ブラザーズ）
- 1975年：ウェンディ・ウォルドマン - Wendy Waldman （ワーナー・ブラザーズ）
- 1976年：メインリ・フレイン - Main Refrain （ワーナー・ブラザーズ）
- 1978年：ストレンジ・カンパニー - Strange Company（ワーナー・ブラザーズ）
- 1982年：Which Way to Main Street （エピック）
- 1987年：Letters Home （サイプレス）
- 1997年：Environments 16 – City of Dreams （FirstCom）
- 2007年：My Time in the Desert （ロングハウス）

### コンピレーション
- 1996年：Love Is Only Goal：The Best Of Wendy Waldman （Warner Archives）
- 2003年：Seeds and Orphans (Longhouse)

### シングル
- 1975年："Western Lullaby" / "Green Rocky Road"（ワーナー・ブラザーズ）
- 1976年："Living Is Good" / "The Main Refrain"（ワーナー・ブラザーズ）
- 1978年："Long Hot Summer Nights" / "You'll See"（ワーナー・ブラザーズ）
- 1982年："Does Anybody Want To Marry Me" （エピック）
- 1982年："Heartbeat" （エピック）
- 1987年："Living In Hard Times" （サイプレス）

### ブリンドルの一員として
- 1995年：Bryndle （MusicMasters）
- 2002年：House of Silence （自己リリース）

### ザ・レフュジーズの一員として
- 2009年：Unbound （Wabuho）
- 2012年：Three （Wabuho）
- 2019年：How Far It Goes （Wabuho）

### 作曲家として

#### 1973年 – 1981年
- 1973年：マリア・マルダー – 『オールド・タイム・レイディ』（リプライズ）– トラック10、「ヴォードビル・マン (Vaudeville Man)」;トラック11、「マッド・マッド・ミー (Mad Mad Me)」
- 1974年：エル・チカーノ – 『シンコ』（MCA）– トラック7、「メキシコのグリンゴ (Gringo En Mexico)」
- 1974年：マリア・マルダー– 『ドーナッツ・ショップのウェイトレス』（リプライズ）– トラック2、「メキシコのグリンゴ (Gringo En Mexico)」
- 1975年：ジュディ・コリンズ – 『ジュディス』（エレクトラ）– トラック11、「海賊船 (Pirate Ship)」
- 1976年：バルビ・ベントン – 『サムシング・ニュー』（プレイボーイ）– トラック11、”Thinking of You"
- 1976年：マリア・マルダール - 『スイート・ハーモニー』（リプライズ）-トラック7、「バック・バイ・フォール (Back by Fall)」。トラック9、「ワイルド・バード (Wild Bird)」
- 1976： Twiggy – Twiggy（マーキュリー）– トラック8、"Vaudeville Man"
- 1980年：ランディ・マイズナー – 『ワン・モア・ソング』（エピック）– トラック2、"Gotta Get Away"。トラック3、"Come on Back to Me" 。トラック5、"I Need You Bad" 。トラック7、"Trouble Ahead"（すべての曲はエリック・カズおよびランディ・マイズナーと共作）
- 1981年：キム・カーンズ – 『ミス・アイデンティティ』（EMIアメリカ）– トラック6、「ブレイク・ザ・ルールズ・トナイト（アウト・オブ・スクール）」（デイブ・エリングソンとキム・カーンズと共作）;トラック7、"Still Hold On"（Dave Ellingson、エリック・カズ、キム・カーンズとの共作）
- 1981年：アルバート・ハモンド – 『ユア・ワールド・アンド・マイ・ワールド』 （コロンビア）– トラック8、「テイクミーセーリング」
- 1981年：パティ・オースティン – 『エヴリ・ホーム・ホーム・ハヴ・ワン』 （クエスト）– トラック3、「ザ・ウェイ・アイ・フィール」（エリック・カズとの共作）

#### 1982 –現在
- 1982年：クリスタル・ゲイル – True Love （Elektra）– トラック4、 "Baby What About You"（Josh Leo との共作）
- 1982年：ジョニー・ヴァン・ザント – The Last of the Wild Ones（ポリドール）– トラック4、 "Still Hold On" （Dave Ellingson、エリック・カズ、キム・カーンズとの共作）
- 1985年：ケニー・ロジャース – Love Is What We Make It  （ リバティ ）– トラック3、"Still Hold On"（Dave Ellingson、エリック・カズ、キム・カーンズとの共作）
- 1985： スティーブ・ウォーリナー – Life's Highway  （MCA）– トラック5、 "In Love And Out of Danger"（Craig Bickhardt との共作）
- 1986年：The Kendalls – Fire at First Sight （ MCA ）– トラック4、"I'll Take You（Heartache And All）"（Donnie Lowery との共作）
- 1986年：リーバ・マッキンタイア – Who's in New England （MCA）– トラック1、"Ca n't Stop Now"（Gary Nicholson との共作）
- 1987年：ドン・ジョンソン – ハートビート （エピック）– トラック1、「ハートビート」（エリック・カズとの共作）
- 1987年：ジェシ・コリン・ヤング – ザ・ハイウェイ・イズ・フォー・ヒーローズ （サイプレス）– トラック1、「ザ・ハイウェイ・イズ・フォー・ヒーローズ」（ジェシ・コリン・ヤングとの共作）
- 1988年：ベット・ミドラー – Beaches（Original Soundtrack Recording）（Atlantic）– トラック9、"Oh Industry" （ベット・ミドラーとの共作）
- 1988年：Highway 101 –101² （Warner Bros.）– トラック2、"Road To Your Heart"（Jim Photoglo および Josh Leo と共作）
- 1988年：タック&パティ – 涙の喜び（ウィンダム・ヒル・ジャズ）– トラック9、"Mad Mad Me"
- 1991年：シェール – ラブ・ハーツ（ゲフィン）– トラック7、「ワン・スモール・ステップ」（バリー・マン、ブラッド・パーカーと共作）
- 1993年：ザ・フーターズ – Out of Body （MCA）– トラック4、"Great Big American Car"（Eric Bazilian および Rob Hyman と共作）
- 2001年：アリソン・クラウス＆ユニオン・ステーション – New Favorite （Rounder）– トラック7、"I'm Gone" （エリック・カズとの共作）
- 2008年：サニー・ランドレス – From the Reach （Landfall）– トラック7、 "The Goin 'On" （Sonny Landrethとの共作）
- 2009年：Nicole Dillenberg – The Heart of the Matter （セルフリリース）– トラック4、"Over YouKeane"
- 2010年：Cindy Bullens – ハウリングトレインズアンドバーキングドッグス（MCDレコード）– トラック5、"All My Angels"（Cindy Bullensと共作）
- 2010年：ジョン・コーワン – マッセンブルク・セッション（e1）– トラック1、「砂漠での私の時間/マギー・リトル」（サリー・バリスとシャッド・コブと共作）
- 2015年：Home Free – Country Evolution（コロンビア）– トラック8、"Fishing in the Dark" （ジム・フォトグロと共作）

### プロデューサーとして
- 1988年：フォレスター・シスターズ – 心から（ワーナー・ブラザーズ）
- 1988年：Suzy Bogguss – Somewhere Between （キャピタル）
- 1989年：ジョナサン・エドワーズ – ナチュラル・シング（MCA / カーブ ）
- 1989年：New Grass Revival – アメリカの金曜日の夜（キャピタル）
- 1990年：Matraca Berg – 月に横たわっている（RCA）
- 1992年：Mitsou – ヘディングウェスト（Tox）– トラック2、"Heading West"
- 1993年：リック・ヴィンセント – ウォンテッド・マン（カーブ）
- 2005年：アーサー・リー・ランド – ドラゴンフライ（パーフェクト・グルーヴ）
- 2007年：Artie Traum – 時間の泥棒（Roaring Stream）
- 2012年：リサ・ヘイリー – ジョイ・ライド（ブルー・フィドル）
- 2014年：さまざまなアーティスト – ルッキング・イン・ユー：アトリビュート・トゥ・ジャクソン・ブラウン （ミュージックロード）– トラック2-04、"Something Fine"

### 参加したレコード・

#### 1973年 – 1979年
- 1973年：リンダ・ロンシュタット – 『ドント・クライ・ナウ』（アサイラム）– バッキング・ヴォーカル「ドント・クライ・ナウ」
- 1974年：リンダ・ロンシュタット – 『悪いあなた』（キャピタル）– トラック2のバッキング・ボーカル、「もうおしまい」
- 1976年：マリア・マルダー – 『スウィート・ハーモニー』（ワーナーブラザーズ） – バッキングボーカル
- 1976年：アル・クーパー – Act Like Nothing's Wrong （United Artists） – バッキング・ボーカル
- 1976年：リンダ・ロンシュタット - 『風にさらわれた恋』（アサイラム） – バッキング・ボーカル
- 1977年：カーラ・ボノフ – 『カーラ・ボノフ』（コロンビア）– バッキング・ボーカル
- 1977年：ティム・ムーア – 『ホワイト・シャドウ』 （アサイラム）– バッキングボーカル
- 1978年：マリア・マルダー – 『サザン・ウィンズ』 （ワーナーブラザーズ）– バッキングボーカル
- 1979年：マリア・マルダー – 『オープン・ユア・アイズ』（ワーナーブラザーズ） – バッキングボーカル
- 1979年：カーラ・ボノフ – 『ささやく夜』 （コロンビア）– バッキングボーカル

#### 1980年 –現在
- 1980年：ボブ・ウェルチ – 『マン・オーバーボード』（キャピトル）– バッキング・ボーカル
- 1980年：ベット・ミドラー – In Harmony：A Sesame Street Record （Warner Bros.）– ”Blueberry Pie" のバッキング・ボーカル
- 1980年：エイミー・ホランド – 『エイミー・ホランド』（キャピトル）– バッキング・ボーカル
- 1980年：ランディ・マイズナー – 『ワン・モア・ソング』（エピック）– ギター、トラック3 "Come on Back To Me" のヴォーカル
- 1980年：ジョン・スチュワート – 『ドリーム・ベイビーズ・ゴー・ハリウッド』（RSO Records）– バッキング・ボーカル
- 1982年：カーラ・ボノフ – 『麗しの女〜香りはバイオレット』 （コロンビア）– バッキング・ボーカル
- 1982年：ニコレット・ラーソン – 『オール・ドレスド・アップ・アンド・ノー・プレイス・トゥ・ゴー』（ワーナー・ブラザーズ）– バッキングボーカル
- 1983年：メリサ・マンチェスター – Emaergency （アリスタ）– バッキングボーカル
- 1983年：ランディ・ニューマン – Trouble in Paradise （ワーナー・ブラザーズ）– バッキングボーカル
- 1984年：ジミー・バフェット – Riddles in the Sand （MCA）– バッキングボーカル
- 1984年：Reba McEntire – My Kind of Country （MCA）– バッキングボーカル
- 1985年：ドビー・グレイ – From Where I Stand （Capitol）– バッキングボーカル
- 1985年：ジミー・バフェット – Last Mango in Paris （MCA）– バッキングボーカル
- 1985年：ハンク・ウィリアムズ・ジュニア – Five-O （ワーナーブラザーズ）– バッキングボーカル
- 1986年：Mac Davis – Somewhere in America （MCA）– ボーカル